# Iwan Brouka
Iwan Brouka (belarussisch Іван Броўка, russisch Иван Бровко / Iwan Browko; * 20. April 1980 in Minsk, Belarussische SSR, UdSSR) ist ein ehemaliger belarussischer Handballspieler. Brouka, der zuletzt für den belarussischen Club SKA Minsk spielte und für die belarussische Männer-Handballnationalmannschaft auflief, wurde meist auf Linksaußen eingesetzt.

## Karriere
Iwan Brouka begann mit dem Handballspiel bei SKA Minsk in seiner Heimatstadt. Dort debütierte er auch in der ersten belarussischen Liga. Mit SKA gewann 1998, 1999, 2000, 2001 sowie 2002 die belarussische Meisterschaft und den Pokal. 2002 wechselte er zum ukrainischen Serienmeister ZTR Saporischschja, wo er 2003, 2004 sowie 2005 die ukrainische Meisterschaft gewann. 2005 schloss er sich der deutschen MT Melsungen an, die gerade in die 1. Handball-Bundesliga aufgestiegen war. Nach insgesamt sechs Spielzeiten verließ er Melsungen und wechselte zu Dinamo Minsk. Mit Dinamo gewann er 2012 und 2013 die Meisterschaft sowie 2013 zusätzlich den Pokal. Nachdem sich Dinamo im Frühjahr 2014 aufgrund finanzieller Probleme aus alen Wettbewerben zurückgezogen hatte, wechselte er zu seinem Heimatverein SKA Minsk. Nach der Saison 2019/20 beendete Brouka bei SKA Minsk seine Karriere und übernahm den Posten als Teammanager in der Nachwuchsabteilung des Vereins.
Iwan Brouka bestritt 207 Länderspiele für die belarussische Männer-Handballnationalmannschaft und ist Rekordnationalspieler seines Landes. Mit Belarus qualifizierte er sich für die Europameisterschaft 2008 und 2014 sowie die Weltmeisterschaft 2013.